# Kirkandrews on Eden
Kirkandrews on Eden (ook: Kirkandrews upon Eden) is een plaats in het Engelse graafschap Cumbria, nabij Carlisle. Kirkandrews ligt aan de rivier de Eden. De plaats valt bestuurlijk onder de civil parish van Beaumont
De kerkelijke parochie is in 1692 samengevoegd met die van het naastgelegen Beaumont, en de aan Sint Andreas gewijde kerk, waar het dorp naar is genoemd, is in de 19e eeuw gesloopt.